# Christina Månsdotter
Christina Månsdotter född okänt år, död efter 1520, var en svensk nunna och skrivare. 
Hon var medlem i birgittinorden i Vadstena kloster. Hon skrev handskriften Holm A 80, Birgitta Andersdotters bönbok, på beställning av Birgitta Andersdotter. Boken har 207 blad och är skriven på både latin och svenska. 